# 仲俣申喜男
仲俣 申喜男（なかまた のぶきお、1932年9月8日 - ）は、富山県生まれの現代音楽作曲家。

## 経歴
東京大学文学部卒業。作曲を間宮芳生、清瀬保二、オリヴィエ・メシアンに師事。1964年に同門の宗像和とグループ野火を結成。日本音楽集団、現代の音楽展（主催：日本現代音楽協会）などで作品を発表。寡作家ながら、独自性溢れる清新な作風で注目を集める。特に、伝統楽器に対する斬新なアプローチは高い評価を得、邦楽器作品に携わる多くの作曲家たちに多大な影響を与えた。近年では、鳥の歌の研究に基づく作品を多く手掛けている。
現在、日本現代音楽協会、日本作曲家協議会、日本野鳥の会各会員。

## 主要作品
- ピアノのための組曲（1965）
- ヴァイオリンとピアノのためのラプソディー（1967）
- 5本の尺八のための音楽（1967）
- 独奏十七絃のためのソナタ（1969）
- 3本の尺八のためのスペース（1969～1970）
- 弦楽四重奏曲（1971）
- コンチェルタンテ －邦楽器のための－（1972）
- プラズモディア －弦楽四重奏のための－（1972）
- ＜風の鳥＞第一番 －女声合唱のための－（1978）
- ＜風の鳥＞第三番 －2本のフルートのための－（1987）
- ゼフィール－フルート・ソロのための －（1988）
- いつか夜の仄かな闇より現れでて･･････ －クラリネット、ヴァイオリン、打楽器とピアノのための－（1994）
- 悲しみの鳥 －フルート、打楽器、ピアノのための－（1995）
- シルヴァヌス －打楽器のための－（1996）
- 夜の鳥 －ピアノのための－（1999）
- 沈黙の森 －弦楽四重奏とピアノのための－（2000）
- ドリュアス・ファンタジーーマリンバ・ソロのための－（2006）